# فرانسيس سوندرز (عالمة)
فرانسيس كارولين سوندرز،(بالإنجليزية: Frances Carolyn Saunders)‏ الحاصلة على زمالة الأكاديمية الملكية للهندسة وزمالة معهد الفيزياء (من مواليد 28 يونيو 1954) هي عالمة بريطانية وموظفة سابقة في الخدمة المدنية. كانت سوندرز الرئيسة التنفيذية لشركة DSTL في الفترة من أغسطس 2007 وحتى مارس 2012. عملت سوندرز قبل ذلك كمسؤول السياسة في مكتب العلوم والتكنولوجيا وعالمة الأبحاث في أجهزة البلورة السائلة في مؤسسة الإشارات والرادارات الملكية. كما كانت سوندر رئيس معهد الفيزياء من عام 2013 إلى عام 2015.

## حياتها التعليمية والمهنية
التحقت سوندرز بمدرسة بورتسموث الثانوية للبنات فقط، قبل أن تلتحق بجامعة نوتنغهام لدراسة الفيزياء. أصبحت سوندرز أول مهندسة دراسات عليا في ليلاند، كما حصلت على تدريب مهني إلكتروني في مجال الهندسة، وغادرت في نهاية المطاف بسبب الإحباط بأن الأنظمة الإلكترونية التي عملت عليها لم تكن تُستخدم في جداول الإنتاج الضخم. انضمت سوندرز بعد ذلك إلى مؤسسة الإشارات والرادارات الملكية RSRE وبدأت دراسات الدكتوراه بدوام جزئي في أجهزة البلورات السائلة.
تولت سوندرز بعد تقاعدها من شركة DSTL في عام 2012 عددًا من الأنشطة التي تروج للعلوم والهندسة والقيادة، وخاصةُ فيما يتعلق بالشباب. تم تعيينها كعضو في مجلس إدارة وكالة الفضاء البريطانية في عام 2015، وشغلت منصب رئيس معهد الفيزياء من عام 2013 إلى عام 2015، كما كانت أمينة صندوق تنمية الهندسة. تم انتخاب سوندرز زميلًا في الأكاديمية الملكية للهندسة في عام 2011.